# Zig (affichiste)
Pour les articles homonymes, voir Gaudin et Zig.
Zig (de son nom d'état civil Louis Gaudin), né le 22 décembre 1900 à Paris où il est mort le 19 mai 1936, est un affichiste et dessinateur de costume français.

## Parcours
Il exerce le métier de mécanicien avant d'effectuer son service militaire.
Signant ses dessins Zig, Louis Gaudin est surtout connu pour ses affiches destinées au monde de la nuit. Il a également comme client de grandes boutiques parisiennes de la mode.
Il commence sa carrière aux États-Unis, dessinant les costumes de revues musicales données à Broadway (Keep Kool, 1924).
Durant la période 1926-1932, Zig réalise un grand nombre des affiches des revues de Joséphine Baker et de Mistinguett pour la scène du Casino de Paris. Il croque aussi Maurice Chevalier, Charpini, Harry Pilcer, Sacha Guitry, etc.
Réformé pour tuberculose pulmonaire en 1928, il meurt prématurément en 1936.